# بوليط شديد الرائحة
بوليط شديد الرائحة (الاسم العلمي:Boletus graveolens) هو نوع من الفطريات يتبع جنس البوليط من الفصيلة البوليطية.